# 피지원숭이얼굴박쥐
피지원숭이얼굴박쥐(Mirimiri acrodonta)는 큰박쥐과에 속하는 박쥐의 일종이다. 1976년 윌리엄(William)과 베컨(Ruth Beckon)이 타베우니 섬에서 두번째로 높은 봉우리(1,195m) 데스 보욱스 피크의 오래된 운무림에서 발견했으며, 피지의 유일한 토착종 포유류이다. 서식지 감소때문에 멸종위금종으로 분류하고 있다. 피지원숭이얼굴박쥐속(Mirimiri)의 유일종이다.